# Крафт, Крис
Кристофер «Крис» Крафт (англ. Christopher Craft, 17 ноября 1939, Портлевен — 20 февраля 2021) — британский автогонщик, участник чемпионата мира по автогонкам в классе Формула-1.

## Биография
Дебютировал в автогонках в 1962 году на автомобиле Ford Anglia, до конца 1960-х годов участвовал в гонках серийных автомобилей. В 1967 году стартовал в Формуле-3, на следующий год дебютировал в гонках спортивных автомобилей. В 1971 году впервые принял участие в гонке «24 часа Ле-Мана» и стартовал в североамериканских этапах чемпионата мира «Формулы-1» (в Канаде не стартовал в гонке из-за поломки двигателя в квалификации, а в США сломал подвеску автомобиля и сошёл в середине гонки). В 1972-75 годах участвовал в гонках Формулы-5000, позже вернулся в гонки серийных автомобилей, а также продолжал стартовать в Ле-Мане (лучший результат — 3 место в 1976 году на автомобиле Lola T380). Закончил гоночную карьеру в середине 1980-х годов.

## Результаты гонок в Формуле-1
| Легенда к таблице |                                                                    |
| --- | ------------------------------------------------------------------ |
| В таблице перечислены результаты всех Гран-при Формулы-1, в которых принимал участие гонщик. Строками таблицы являются сезоны, столбцами — этапы чемпионата мира. В каждой клетке указаны сокращённое название этапа и результат, дополнительно обозначенный цветом. Расшифровка обозначений и цветов представлена в нижеследующей таблице. |                                                                    |
| \| Пример \| Описание \| \| ------------ \| ------------------------------------------------------------------ \| \| 1 \| Победитель \| \| 2 \| Второе место \| \| 3 \| Третье место \| \| 5 \| Финишировал, заработав очки \| \| Сход \| Не финишировал, но при этом заработал очки \| \| 12 \| Финишировал, не получив очков \| \| НКЛ \| Финишировал, но не попал в финальную классификацию \| \| 15 \| Участвовал вне зачёта, либо по отдельной классификации \| \| 18 \| Не финишировал, но попал в финальную классификацию \| \| Сход \| Не финишировал \| \| НКВ \| Не прошёл квалификацию \| \| НПКВ \| Не прошёл предквалификацию \| \| ДСК \| Дисквалифицирован \| \| ИСК \| Исключён из протокола соревнований \| \| ТТ \| Заявлен для участия только в тренировках \| \| НС \| Участвовал в квалификации, но не стартовал в гонке \| \| Т \| Травмирован или болен \| \| ОТК \| Отказ от участия \| \| НТР \| Прибыл на соревнования, но на трассу не выезжал \| \| НПР \| Был заявлен в числе участников, но не прибыл к началу соревнований \| \| О \| Соревнования отменены \| \| \| Не участвовал \| \| Поул-позиция \| \| \| Быстрый круг \| \| |                                                                    |
| Пример | Описание                                                           |
| 1 | Победитель                                                         |
| 2 | Второе место                                                       |
| 3 | Третье место                                                       |
| 5 | Финишировал, заработав очки                                        |
| Сход | Не финишировал, но при этом заработал очки                         |
| 12 | Финишировал, не получив очков                                      |
| НКЛ | Финишировал, но не попал в финальную классификацию                 |
| 15 | Участвовал вне зачёта, либо по отдельной классификации             |
| 18 | Не финишировал, но попал в финальную классификацию                 |
| Сход | Не финишировал                                                     |
| НКВ | Не прошёл квалификацию                                             |
| НПКВ | Не прошёл предквалификацию                                         |
| ДСК | Дисквалифицирован                                                  |
| ИСК | Исключён из протокола соревнований                                 |
| ТТ | Заявлен для участия только в тренировках                           |
| НС | Участвовал в квалификации, но не стартовал в гонке                 |
| Т | Травмирован или болен                                              |
| ОТК | Отказ от участия                                                   |
| НТР | Прибыл на соревнования, но на трассу не выезжал                    |
| НПР | Был заявлен в числе участников, но не прибыл к началу соревнований |
| О | Соревнования отменены                                              |
| | Не участвовал                                                      |
| Поул-позиция |                                                                    |
| Быстрый круг |                                                                    |

| Сезон | Команда  | Шасси        | Двигатель | Ш | 1   | 2   | 3   | 4   | 5   | 6   | 7   | 8   | 9   | 10     | 11       | Место | Очки |
| ----- | -------- | ------------ | --------- | - | --- | --- | --- | --- | --- | --- | --- | --- | --- | ------ | -------- | ----- | ---- |
| 1971  | Эвергрин | Brabham BT33 | Косворт   | G | ЮАР | ИСП | МОН | НИД | ФРА | ВЕЛ | ГЕР | АВТ | ИТА | КАН НС | США Сход | -     | 0    |